# Daiei
Дає́й (кюдзітай: 大映映画株式會社 сідзітай: 大映映画株式会社 Daiei eiga кабусікі-ґайся, англ. Daiei Film Co. Ltd.,) — японська кіностудія. Заснована у 1942 році, була однією з провідних студій в роки повоєнної «Золотої ери» японського кіно, випускаючи не тільки художні шедеври, такі як «Рашьомон» Акіри Куросави та «Повість сумного місяця після дощу» Кендзі Мідзогуті, а й такі популярні серії фільмів, як «Ґамера», «Даймадзін», «Дзатоіті» та «Yokai Monsters». У 1971 році оголосила про банкрутство і була придбана компанією Kadokawa Pictures.

## Перші роки
Поява Daiei стала результатом зусиль японської влади щодо реорганізації кіноіндустрії під час Другої світової війни з метою раціонального використання ресурсів та збільшення контролю над засобами інформації. Проти державного плану поєднати всі кіностудії, яких налічувалося на той час 10 активних, у дві компанії, виступив Масаїті Нагата, виконавчий директор Shinkō Kinema, який наполегливо зажадав альтернативного плану створення трьох студій. Його пропозиція була прийнята і компанії Shinkō Kinema, Daito Eiga та виробнича частина Nikkatsu (кінотеатри Nikkatsu не брали участі в злитті) у 1942 році були об'єднані, сформувавши Dai Nippon Eiga Seisaku Kabushiki Kaisha, або скорочено Daiei. Письменник Кан Кікучі був першим президентом новоствореної компанії, а Нагата продовжував працювати як виконавчий директор. Студії Daiei були розташовані в Тьофу (Токіо) та в Узумасі в Кіото.

## Золота ера

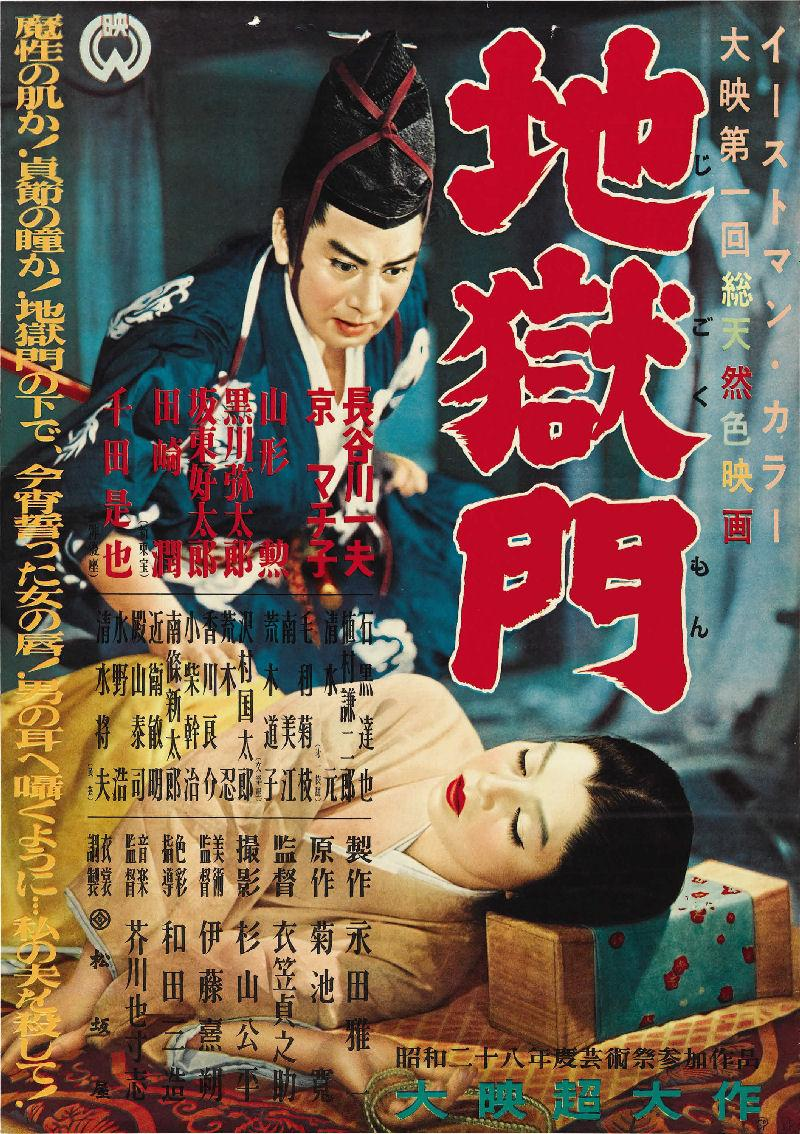
Постер до фільму Брама пекла

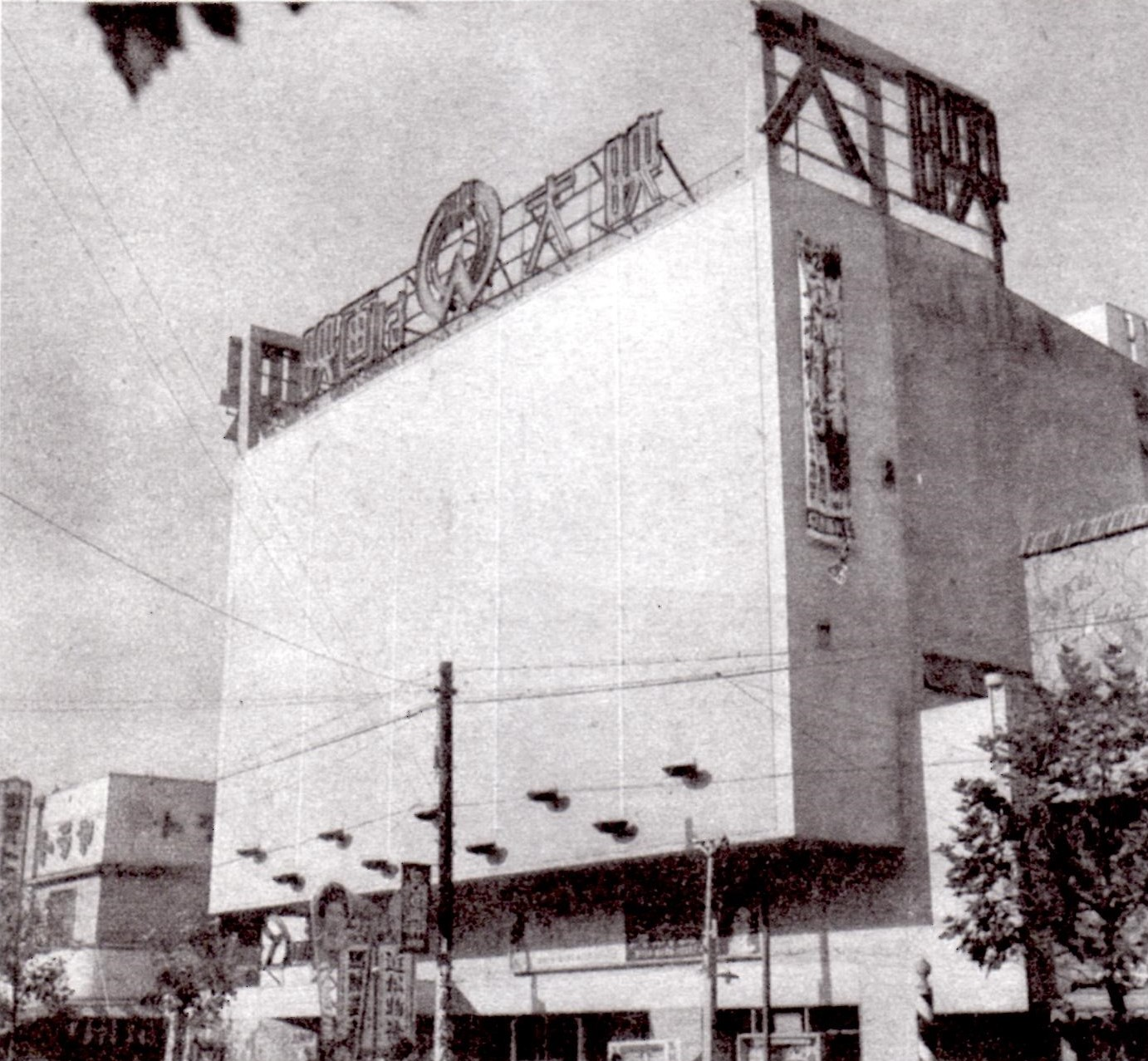
Кінотеатр Shibuya Daiei в Токіо. Фото 1955

У 1947 році Масаїті Нагата став президентом Daiei, і, за винятком короткого періоду, коли він був підданий чистці окупаційною владою, залишався на цій посаді до 1971 року. За його правління компанія випустила «Рашьомон» Акіри Куросави (1950), який увійшов до програми Венеційського кінофестивалю, де виграв головний приз, ставши першим японським фільмом, який отримав міжнародну кінонагороду. Також Daiei випустила у 1953 році стрічку Тейноске Кінугаси «Брама пекла» — перший японський кольоровий фільм, який був показаний за кордоном та здобув премію «Оскар» як найкращий фільм іноземною мовою, та «Золоту пальмову гілку» Каннського міжнародного кінофестивалю. Компанія також випустила такі відомі фільми Кендзі Мідзогуті, як «Казки туманного місяця після дощу» (1953), «Управитель Сансьо» (1954) та, у 1960 році, стрічку «Заповідь жінки», яка брала участь в 10-му Берлінському міжнародному кінофестивалі.
У царині комерційного кіно Daiei відома також як виробник таких популярних серій фільмів, як «Дзатоіті» за участі зірки японського кіно Сінтаро Кацу, дзідайгекі-серії «Сонні очі смерті» за участю Райдзо Ітікави, фільмів про Гамеру та ін.
У період розквіту Daiei там працювали такі талановиті кінематографісти, як актори Райдзо Ітікава, Сінтаро Кацу, Кадзуо Хасегава, Фудзіко Ямамото, Мачіко Кьо та Аяко Вакао; режисери Кон Ітікава, Ясудзу Масумура, Кендзі Місумі; оператор Кадзуо Міягава.
Як і деякі інші кіностудії, в 1950-х роках Daiei мала власну професійну бейсбольну команду Daiei Stars, яка пізніше стала Daiei Unions. Ці команди зрештою стали Chiba Lotte Marines.

## Банкрутство та подальша доля
Страждаючи від марнотратства Нагати та різкого зниження відвідуваності кінотеатрів, Daiei намагався вижити, об'єднавшись з Nikkatsu, але врешті-решт у грудні 1971 року оголосила про своє банкрутство. Проте членам профспілки вдалося залучити Ясуйоші Токуму, президента видавництва Tokuma Shoten, щоб відновити компанію в 1974 році. Компанія продовжувала працювати як виробник, продукуючи лише невелику кількість фільмів, деякі з яких були комерційно успішними.
Після смерті Ясуйоші Токуми, Daiei Film Co. було продано видавничій компанії Kadokawa Shoten. У листопаді 2002 року голова Майхіко Кадокава оголосив, що Daiei Film Co. буде об'єднана з власною кіновиробничою компанією Kadokawa Pictures, в результаті чого була сформована Kadokawa-Daiei Film Co. Ltd.